# Jueves (canción)
«Jueves» es el tercer sencillo del álbum A las cinco en el Astoria del grupo español La Oreja de Van Gogh.

## Estreno
La canción se estrenó el lunes 14 de julio de 2008 en la misma conferencia de prensa en la que se presentó oficialmente a Leire Martínez. La canción fue cantada con el único acompañamiento instrumental de un piano, tocado por Xabi San Martín.
Aunque fue estrenada como sencillo, y contar con un video, no fue promocionada como tal. La canción solamente fue lanzada como tal para recaudar beneficios para la Asociación 11-M Afectados del Terrorismo.
En iTunes llegó a alcanzar el puesto 4 en descargas de canciones el día 12 de marzo de 2009 y entró en Los 40 de Ecuador en el puesto 33. Fue tanto el éxito de la canción que logró un disco de oro por las 40.000 descargas digitales en España.
Su estreno en México fue en marzo de 2009, y entró en Los 40 de México en el puesto 27. En Bolivia la canción permaneció 8 semanas como número 1, siendo la cuarta canción más importante del año.
Fue la sexta canción más escuchada en México durante 2009.

## Acerca de la canción
Jueves es una historia de amor sobre la que nunca hubiéramos querido escribir.

Es una canción especial, quizá la más especial de toda nuestra carrera. Es una de las pequeñas grandes historias que demasiadas veces las estadísticas terminan eclipsando. Por una vez y durante apenas cinco minutos de música, aquel 11 de marzo de 2004 vuelve a ser sencillamente “Jueves”.
La Oreja de Van Gogh

La canción está dedicada a las víctimas de los atentados del 11 de marzo de 2004 en varios trenes de cercanías de Madrid (España). Cuenta la historia de una chica que toma diariamente el tren y se enamora de una persona, a quien finalmente el día 11 de marzo se decide a hablar con él y ambos se enamoran; justo en ese momento sucede el atentado, como queda expresado en la frase final de la canción "Y yo te regalo el último soplo de mi corazón". 
En palabras del propio grupo no habían querido darla a conocer antes porque "No queríamos ser oportunistas y huimos del morbo. Ahora pensamos que ya ha pasado el tiempo suficiente para hablar de ello".
Los beneficios obtenidos por la venta digital del sencillo fueron donados a la asociación de víctimas del 11-M. En noviembre de 2009 el grupo viajó a Israel para grabar un documental y un concierto. El primer concierto fue en el Cráter Ramón cerca del Mar Muerto y el segundo en la Sala Reading de Tel Aviv. En ambos conciertos estuvieron acompañados del hispano-israelí David Broza quien interpretó partes del tema Jueves en hebreo, y también con la cantante y actriz israelí Mira Awad, quien interpretó partes del tema en árabe.
Esta canción tiene el mismo caso que La playa y Rosas, el de un vídeo no oficial con más visitas que el oficial. Al igual que Rosas, el vídeo no oficial fue subido después del oficial. El video oficial tiene más de 40 millones de visitas, y el no oficial más de 85 millones.

## Videoclip
El 16 de diciembre, la página oficial de Los 40 principales (España) anunció que el miércoles 17 de diciembre estrenaría el nuevo videoclip de La Oreja de Van Gogh, Jueves. Sin embargo, la fecha fue cambiada repentinamente al día jueves 18 de diciembre.
Aunque oficialmente estaba anunciado para el día 18 de diciembre, el día 17 ya estaba disponible en la página de Los 40 en el apartado de Videoclips, pero sin anunciarse en la página principal. De ahí en apenas una hora el vídeo se filtró a Youtube a través de varios usuarios.
El vídeo es un claro homenaje a los atentados del 11 de marzo, sin llegar a tratar el tema en sí. En el vídeo se muestra a diferentes personas de varias edades cantando el tema, todo esto en blanco y negro, solo se ve a las personas en un fondo negro. A intervalos aparecen luces a modo de vagón de tren, por lo que se piensa que el vídeo representa un vagón de tren. En las últimas estrofas de la canción, se ve cómo poco a poco se va apagando la luz de cada persona, simbolizando el momento del atentado de manera sutil.
Se dieron a conocer cuatro versiones diferentes del videoclip; la primera contaba exclusivamente con actores a blanco y negro interpretando la canción con los labios. La segunda contaba entre quienes interpretaban la canción con los cinco miembros del grupo, la tercera fue titulada "Versión con piano" y solo incluye a Xabi tocando el piano mientras Leire interpreta el tema. Finalmente, la "Versión definitiva" incluye segmentos de los tres anteriores. Todas las versiones fueron producidas por Mark Films.

## Listas
| Lista                        | Mejor posición |
| ---------------------------- | -------------- |
| Argentina Top 100            | 57             |
| Radio Trewt (107.5 FM)       | 2              |
| Ecuador (Los 40 Principales) | 4              |
| Colombia (TB9)               | 2              |
| Chile Top 100 Singles        | 28             |
| España Top 50 (Descargas)    | 14             |
| España (Cadena 100)          | 2              |
| España (Itunes vídeo)        | 1              |
| España (Itunes canciones)    | 3              |
| España (Cadena digital)      | 1              |
| México Top 100               | 4              |

## Posicionamiento
| Semana | 01 | 02 | 03 | 04 | 05 | 06 |  |

| Posición | 27 | 20 | 15 | 15 |

| Posición | 31 | 23 | 16 | 13 | 10 | 9 | 6 | 4 | 2 |